# Atessa Val di Sangro
La Polisportiva Val di Sangro, meglio nota come Val di Sangro è stata una società calcistica italiana con sede ad Atessa, in provincia di Chieti.
Fondata nel 1961 con il nome di Libertas Monte Marcone ha cambiato nome in Val di Sangro nel 1968.
Il miglior traguardo della propria storia è costituito da tre partecipazioni alla Serie C2, ove il miglior risultato è costituito da un sesto posto.
Il colore sociale era l'azzurro e disputava le partite di casa allo Stadio Monte Marcone.

## Storia
Fu Don Luciano Cicchitti, parroco della parrocchia di San Vincenzo Ferrer, nel 1961 a fare da sprono affinché si fondasse una società sportiva con lo scopo di giocare a pallone. L'invito fu subito raccolto da un gruppo di giovani dell'Oratorio parrocchiale, capitanati da Rinaldo Pietrodarchi, i quali fondarono la Libertas Monte Marcone. Il primo presidente fu Antonio Carafa, poi a seguire Antonio Rucci, Nicola D'Alonzo e Arnaldo Tranti. All'inizio la squadra partecipa al campionato juniores, ma nel 1962 si iscrive in Terza Categoria e l'anno successivo vince il campionato. Nel 1964 disputa il suo primo campionato di Seconda categoria. Nel 1968 la Libertas Monte Marcone prende il nome di Val di Sangro, e nel 1972 inizia l'era, un ventennio circa, del dott. Angelo Pace. Sotto la sua guida la squadra vince tutti i campionati fino ad arrivare in Interregionale nel 1982-1983. Fino al 1987 la Val di Sangro disputa l'Interregionale e si confronta con società blasonate quali Chieti, Lanciano, L’Aquila, Trani, Manfredonia, Andria, Ischia, Fermana. Nel 1987 arriva la prima retrocessione. Finito questo ciclo, ad Angelo Pace succedono Mario Tiberio, Pietro Gargarella e Nicola Travaglini, sotto la cui guida si arriva in Eccellenza. Nel 1995 retrocede in Promozione e nel frattempo assume la presidenza Amerigo Pellegrini. Nel 1999-2000 la Val di Sangro torna in Eccellenza, dopo lo spareggio contro il Pescina a Chieti, e l'anno seguente arriva in Serie D vincendo i play-off. Dopo quattro anni di Serie D nella stagione 2004-2005 si classifica al secondo posto del girone H e vince i play-off senza essere ripescato in Serie C2. L'approdo tra i professionisti viene conquistato l'anno successivo, con la vittoria del girone F. Il primo anno in C2 si conclude con un 6º posto. L'anno seguente retrocede tra i dilettanti ma viene ripescato in Lega Pro Seconda Divisione. Tuttavia arriva una nuova retrocessione in Serie D, dopo aver perso i play-out contro la Vibonese. Nel 2009 si fonde con l'Atessa Calcio, andando a costituire la Società Sportiva Dilettantistica Atessa Val di Sangro che si iscrive in Serie D.

## Palmarès

### Competizioni interregionali
- Serie D: 1

2005-2006 (girone F)

### Competizioni regionali
- Eccellenza: 1

1993-1994
- Promozione: 1

1981-1982
- Prima Categoria: 1

1978-1979
- Seconda Categoria: 1

1974-1975

### Competizioni provinciali
- Terza Categoria: 1

1963-1964

### Altri piazzamenti
- Serie D:

2004-2005 (girone H)
- Eccellenza:

Secondo posto: 2000-2001
- Promozione:

Secondo posto: 1988-1989 (girone B), 1999-2000 (girone B)